# Octospora
Octospora är ett släkte av svampar. Octospora ingår i familjen Pyronemataceae, ordningen skålsvampar, klassen Pezizomycetes, divisionen sporsäcksvampar och riket svampar.